# Deep (mieszane sztuki walki)
DEEP − japońska organizacja promująca mieszane sztuki walki (MMA), założona w roku 2000 pod nazwą DEEP 2001. Pierwsza gala odbyła się 8 stycznia 2001 i wzięli w niej udział tacy zawodnicy jak Paulo Filho i Royler Gracie. 13 lipca 2003 roku odbył się pierwszy pojedynek kobiet. Od lutego 2008 roku organizacja ustaliła kategorie wagowe opierając się o Nevada State Athletic Commission. Jeszcze w tym samym roku nawiązała ścisłą współpracę z inną japońską organizacją MMA − ZST. 19 października 2009 odbyła się pierwsza gala na której pojedynki odbywały się w klatce. Od tamtej pory prócz gal organizowanych na ringu odbywają się też gale z serii Cage Impact - w klatce.
1 grudnia 2010 zaanonsowano pierwszą zagraniczną galę, która miała odbyć się w Makau. Ostatecznie gala nie odbyła się z powodu słabej sprzedaży biletów.
Na początku 2011 roku zapowiedziano współpracę DEEP z wrestlerską federacją Smash i utworzenie amatorskiej ligi MMA pod nazwą Japan MMA League. Od 2013 nawiązała ścisłą współpracę z Jewels, żeńską organizacją MMA.

## Obecni mistrzowie

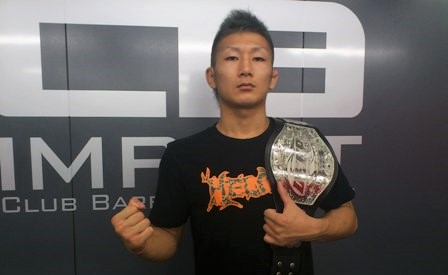
Yuki Motoya z pasem mistrzowskim DEEP

## Obecni mistrzowie[1]
| Kategoria        | Waga      | Mistrz              | Od         | Obrony tytułu |
| ---------------- | --------- | ------------------- | ---------- | ------------- |
| Megaton (ciężka) | do 120 kg | Roque Martinez      | 15.07.2017 | 0             |
| Półciężka        | do 93 kg  | Yoshiyuki Nakanishi | 17.10.2010 | 3             |
| Średnia          | do 84 kg  | Choi Young          | 11.10.2015 | 0             |
| Półśrednia       | do 77 kg  | Ryuichiro Sumimura  | 15.07.2017 | 0             |
| Lekka            | do 70 kg  | Satoru Kitaoka      | 26.04.2013 | 4             |
| Piórkowa         | do 65 kg  | Hiroto Uesako       | 15.07.2017 | 0             |
| Kogucia          | do 61 kg  | Takafumi Otsuka     | 29.04.2014 | 3             |
| Musza            | do 58 kg  | Tatsumitsu Wada     | 26.06.2016 | 0             |
| Słomkowa         | do 52 kg  | Kanta Sato          | 18.10.2016 | 0             |
| Kategoria kobiet | Waga      | Mistrzyni           | Od         | Obrony tytułu |
| Open             | do 70 kg  | Amanda Lucas        | 18.02.2012 | 0             |
| Kogucia          | do 61 kg  | Kim Ji-yeon         | 29.08.2015 | 0             |
| Słomkowa         | do 52 kg  | Mizuki Inoue        | 09.08.2014 | 1             |
| Atomowa          | do 48 kg  | Mina Kurobe         | 25.02.2017 | 0             |
| Musza            | do 45 kg  | wakat               |            |               |

## Byli zawodnicy organizacji
- Shin'ya Aoki (były mistrz DREAM oraz ONE Championship)
- Ryō Chōnan (dwukrotny mistrz DEEP)
- Ikuhisa Minowa (zwycięzca turnieju DREAM Super Hulk)
- Riki Fukuda (mistrz DEEP oraz ROAD FC)
- Dokonjonosuke Mishima (dwukrotny mistrz DEEP oraz były zawodnik PRIDE FC)
- Seichi Ikemoto (mistrzyni DEEP)
- Hayato Sakurai (były zawodnik PRIDE FC)
- Don Frye (zwycięzca turniejów UFC, gwiazda PRIDE FC)
- Kim Dong-hyun (wieloletni zawodnik UFC)
- Jung Chan-sung (były zawodnik WEC oraz UFC)
- Dos Caras Jr (gwiazda wrestlingu, były mistrz WWE)
- Paulo Filho (były mistrz WEC, wieloletni zawodnik PRIDE)